# Unțești
 (février 2022).
Unțești est un village du district d'Ungheni, en Moldavie. Le village est administré par Alexandru Basamalerca et compte 1 585 habitants en 2014.

## Personnes notables
- Vasile Vasilache (en)